# مملحة

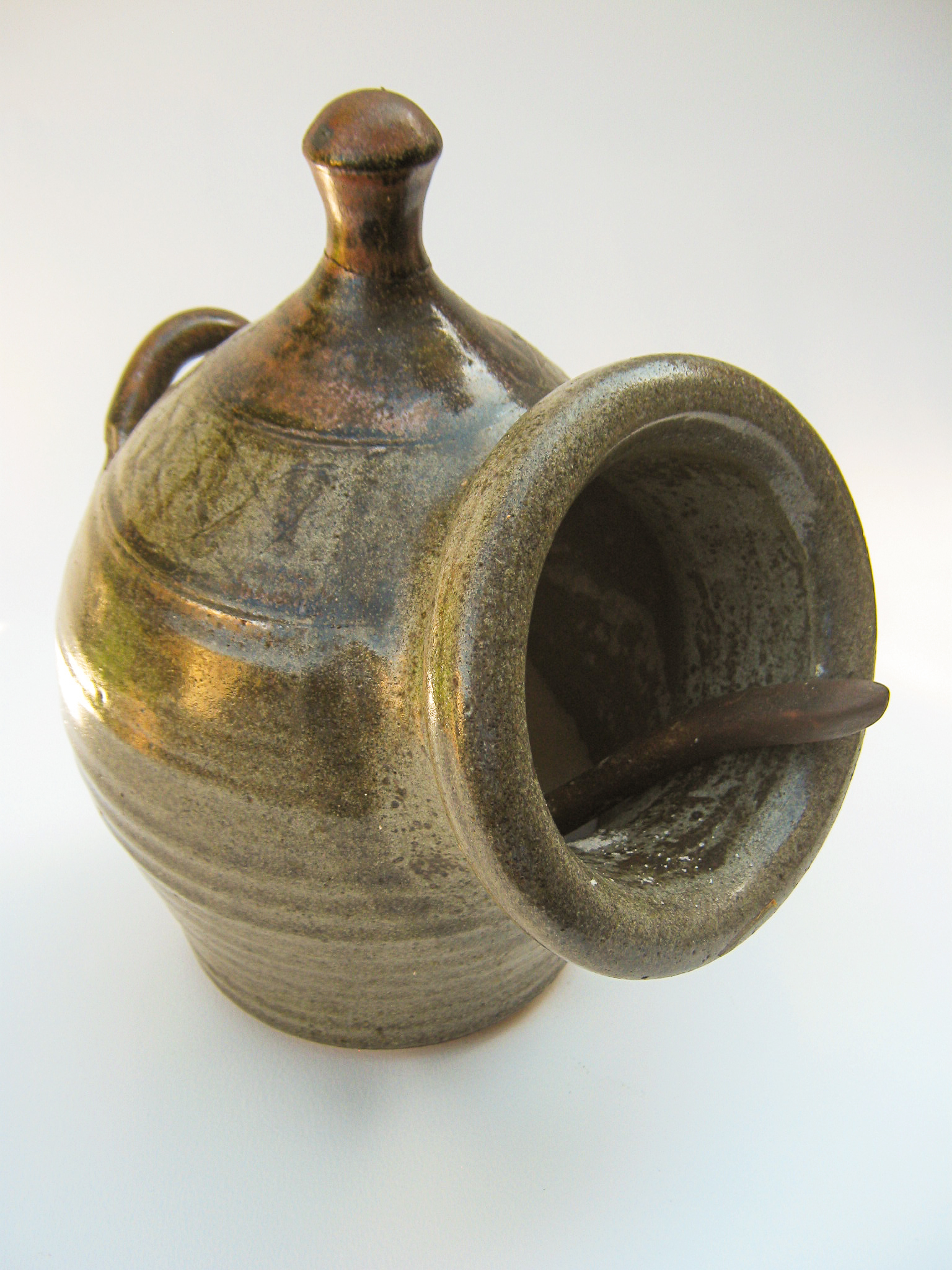
نموذج لمملحة.

المِمْلَحَة (الجمع: مِمْلَحَات، مَمَالِح) هي وعاء يستخدم لحفظ الملح، ليكون من السهل ضغطه ووضعه في الأطباق. وهي تصنع من مواد عديدة، ولكن بصفة عامة تصنع من خزف أو البروسلين أو الخزف أو الطين. يمكن أن تساعد السبائك الملحية المصنوعة من الخزف على الحفاظ على الملح من التكتل في المطابخ الرطبة. 